# Mostra professional Contescoltes
El CONTesCOLTES és una mostra professional de contacontes creada en l'any 2008, destinada principalment a compartir amb gestors culturals, bibliotecaris, docents i altres mediadors culturals, vinculats de forma professional amb el món de l'animació i foment de la lectura.
Aquesta iniciativa va nàixer l'any 2008 com a projecte de cooperació entre diverses biblioteques del País Valencià, a causa de la gran quantitat d'activitats dedicades a l'animació lectora que es produeixen en els centres de lectura i altres fòrums culturals. La mostra professional contacontes CONTesCOLTES és una fira en què, any rere any, es mostren els contacontes més rellevants als bibliotecaris i responsables culturals del País Valencià. No es tracta d'una mostra itinerant, ja que des dels seus inicis se celebra al Monestir de Santa Maria de la Valldigna, en Simat de la Valldigna, València.
Segons l'Associació de Professionals de la Narració Oral a Espanya (AEDA):
"La Mostra Professional de Contacontes CONTesCOLTES va dirigida principalment, a dos grans grups de professionals:
- Els que expliquen podran disposar d'un espai on mostrar el seu treball, un treball relacionat sempre amb l'animació lectora.
- Els que escolten: bibliotecaris, animadors socioculturals, gestors culturals, docents i tots aquells mediadors que tinguen vinculació professional amb el món de la literatura, l'animació lectora i el foment de la lectura.

Tant un col·lectiu com l'altre no són un grup tancat, sinó que es produeix una retroalimentació, un intercanvi d'idees i d'experiències, que ens ajuda a oferir als usuaris un servei més afí al que ens demanden i de major qualitat".